# Programa espacial francès
El programa espacial francès inclou totes les activitats espacials civils i militars franceses. Es dedica principalment des de la dècada de 1970 en un marc multinacional sobretot en l'Agència espacial europea (ESA). El Centre National d'Études Spatiales (CNES) és responsable d'implementar l'espai polític disponible per a aquesta finalitat i amb un pressupost de 1.698 milions d'euros en el 2004 dels quals 685 milions són pagats a l'Agència Europea per als programes duts a terme sota la seva supervisió.
El programa espacial francès s'ha beneficiat d'importants inversions a partir de la dècada de 1960 pel desig d'aconseguir l'autonomia nacional que li va permetre tenir un paper de lideratge en una veritable política espacial europea. El pressupost espacial francès, està estancat des de la dècada de 2000 en euros constants, segueix sent un dels països més importants de l'Agència Espacial Europea.
Els principals programes en els desenvolupaments relacionats amb el context europeu per al llançador europeu Ariane 5, la preparació del Port Espacial Europeu de Kourou a l'arribada dels llançadors Vega i Soyuz fins a finals del 2009, la participació en l'Estació Espacial Internacional (subministrament ATV, etc.), els telescopis espacials (en el 2009 Herschel i Planck), diversos satèl·lits d'observació de la Terra i l'establiment del sistema de navegació per satèl·lit Galileo.
En no haver pogut convèncer els seus socis per crear una defensa europea, diversos satèl·lits d'ús militar (observació, alerta, telecomunicacions, etc.) es desenvolupen en un context purament nacional o en cooperació amb un o dos països.
Altres programes es duen a terme en col·laboració particularment amb els Estats Units, l'Índia i la Xina.

## Història

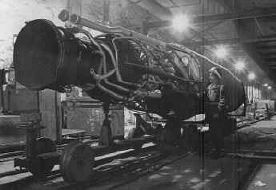
Cadena de muntatge del V2 en les instal·lacions de Mittelwerk a Dora.
Fotografia realitzada per l'exèrcit americà després de conquerir el complex en el 1945. Es distingeix un policia militar americà (MP) davant del coet.

El programa espacial francès comença el 1961 quan el general de Gaulle decideix iniciar la construcció del coet Diamant mentre es crea també el Centre National d'Études Spatiales (CNES) encarregat de coordinar les activitats espacials franceses. El programa espacial francesa va heretar al seu temps d'un conjunt de realitzacions que van començar al final de la Segona Guerra Mundial.

### Primers coets

#### Llegat alemany (1945-1946)
A finals de la dècada de 1930, Alemanya va intentar eludir els límits imposats pel tractat de Versailles sobre l'armament invertint molt en investigació de coets amb l'esperança de desenvolupar armes per proporcionar superioritat militar. En realitzar-ho, es van fer grans avenços en el camp de la propulsió dels coet, del guiatge inercial i de l'aerodinàmica. El míssil balístic terra-terra V2 va ser desenvolupat en el 1944 sent un fracàs militar perquè l'arma era molt costosa i només podia transportar uns pocs milers de tones d'explosius sobre objectius no-civils: un menor tonatge se'n deixava caure cada setmana pels bombarders sota comandament britànic. Però el coet V2 ja disposava de tots els components bàsics dels futurs llançadors espacials amb un motor de coet de 25 tones d'empenyiment consumint combustibles líquids impulsats per una turbobomba, el seu giroscopi i el seu sistema de pilotatge automàtic sofisticat. Abans del final de la guerra, els especialistes dels Estats Units, de l'URSS i del Regne Unit, eren conscients del potencial associat amb aquesta arma amb la bomba atòmica, buscant en l'Alemanya ocupada emportant-se els coets i peces existents, els plànols i els especialistes alemanys. Els americans van ser capaços de convèncer els enginyers clau per treballar per ells viatjant al seu país i participant en els projectes relacionats: aquestes persones van formar el nucli d'especialistes en l'origen del programa espacial americà i el primer míssil balístic americà Redstone que es basa en gran manera en el coet V2. Els russos van recollir un gran contingent de tècnics de menor nivell i van reconstruir una trentena de V2 a la fàbrica alemanya que es van fabricar: es basen en gran manera en el desenvolupament dels seus míssils balístics en l'origen dels seus llançadors.
Els representants de les forces armades franceses no van arribar a recuperar ni coets V2 complets ni documentació realment aprofitable. però la Direcció d'Estudis i Armes Franceses (Direction des études et armements français o DEFA), van servir a l'Exèrcit de terra, aconseguint la contractació en 1946 de més d'una centena d'especialistes alemanys alguns dels quals acabaven de ser alliberats pels britànics, que van decidir no seguir endavant amb les seves investigacions sobre el V2. Aquests tècnics, anomenats TAP (Tècnics d'Antics de Peenemünde) es van reunir a Vernon amb les seves famílies. Van ser assignats a una organització d'investigació nova creada per a l'ocasió el 17 de maig de 1946, el Laboratori d'Investigació Balística i Aerodinàmica (Laboratoire de recherches balistiques et aérodynamiques o LRBA) amb un equip francès inicialment de pocs membres. La LRBA que també inclou el Laboratori de Saint-Louis i l'anterior Establiment d'experiències tècniques de Versailles-Satory per a l'estudi del desenvolupament de futurs míssils per a l'Exèrcit. Entre els especialistes, es va contractar a Heinz Bringer, futur creador del motor Viking dels coets Ariane, Helmut Habermann, d'origen austríac, que va desenvolupar més tard l'azimut magnètic i Otto Müller expert en guiatge.

#### Super V2 i míssil PARCA (1946-1958)
La primera missió del LRBA va consistir per desenvolupar una versió millorada del coet V2. El super-V2, el projecte «4212», té un disseny simplificat comparat al V2, comprèn de tancs estructurals, un motor de coet amb una empenta de 40 tones i utilitza acer especial que li dona una major rigidesa. S'esperava que el nou aparell tingués un abast doble del V2 en 700 km. No va ser fins al 1949, quan la DEFA va decidir a fer realitat el somni del projecte: l'exèrcit de Terra va demanar a la LRBA de desenvolupar amb prioritat un míssil superfície-aire de llarga distància anomenat Parca que estava destinat a combatre l'amenaça de bombarders soviètics. Després d'una llarga fase de desenvolupament i la realització de nombrosos prototips que no complien amb les especificacions esperades, el projecte es va aturar en el 1958 i l'exèrcit va decidir equipar el míssil americà Hawk que seria produït a França sota llicència. El treball realitzat en el míssil, però, va permetre a la LRBA d'augmentar el seu domini en diversos camps, com els autodirectors, els servomotors i els radars.

#### Coet Éole de Jean-Jacques Barré (1946-1952)

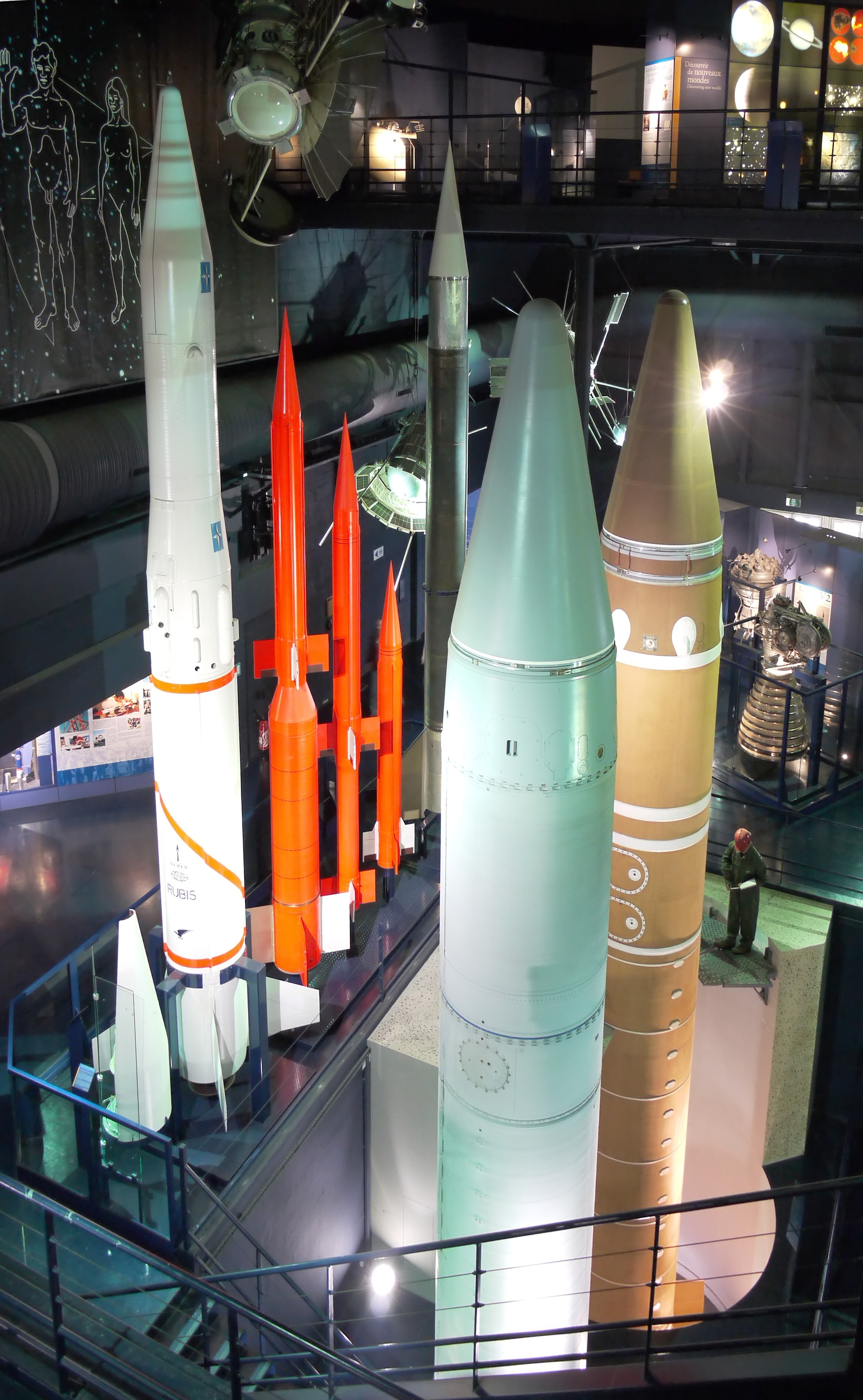
Una mostra representativa de coets francesos de la dècada de 1960: el primer és un míssil balístic S3, el segon d'esquerra a dreta és el coet Rubis (Pedres Precioses), els coets sonda Bélier, Centaure i Dragon (CNET) i Véronique del fuselatge negre (LRBA)

Entre 1927 i 1933 Jean-Jacques Barré, un oficial d'artilleria, havia dut a terme investigacions sobre coets a títol privat amb el pioner francès de l'astronàutica Robert Esnault-Pelterie. Van continuar, el 1935, sota contracte amb el Ministeri de la Guerra. Al començament de la Segona Guerra Mundial, les seves investigacions se centren en un canó-coet propulsat sense guiatge de 16 kg. Després de la derrota francesa ell va continuar la seva investigació en zona lliure en l'EA 1941 (Motor autopropulsat EA): aquest coet de 100 kg i de 3,13 m de llarg per 26 cm de diàmetre ha de ser capaç d'enviar una càrrega de 25 kg a 100 km. S'utilitza un motor-coet consumidor de l'oxigen líquid i de l'èter de petroli pressuritzat per nitrogen i proporcionant un empenyiment d'una tona. Interrompudes per l'evolució del conflicte, es reprenen les proves en el 1945 i 1946 amb un èxit desigual (3 èxits parcials en 7 proves).
En el 1946, Jean-Jacques Barré es va afegir a la LRBA acaba de crear i va començar el desenvolupament d'un prototip de míssil balístic per enviar una càrrega de 300 kg a 1000 km de distància. El coet va ser batejat EOLE (el motor funcionava amb l'oxigen líquid i l'èter de petroli) que incorpora les característiques de l'EA 1941 però mesurava 11 metres de llarg per 80 cm de diàmetre i una massa de 3,4 tones. Després de l'explosió d'un exemplar durant una prova en terra, l'èter de petroli va ser substituït per l'alcohol etílic. Proves en terra es van dur a terme entre 1950 i 1952. Barré va observar, que era necessària una rampa 21 metres, ja que el coet no podia aconseguir una velocitat suficient per ser estable en l'enlairament. Tot esperant l'elaboració d'una solució (els propulsors en l'enlairament…), a Hammaguir es van realitzar dos llançaments en el novembre de 1952 amb un coet inclinat (no es va realitzar una configuració de coet ple de carburant) però ambdós intents van fracassar com a resultat de la destrucció de les cues en creuar la barrera del so. El projecte va ser aturat el desembre de 1952 acabant per algun temps l'ús de propel·lents criogènics.

#### Coet sonda Véronique (1949-1969)
Paral·lelament, un desenvolupament més modest va ser iniciat pels enginyers alemanys del LRBA en 1949: el coet sonda Véronique d'un sol tram d'una tona i el mitjà de l'enlairament en la seva versió estàndard era propulsat per un motor a ergols líquids d'un empenyiment de 4 tones i podia portar una càpsula científica de 60 kg en l'atmosfera superior (altitud de 100 km) durant un vol balístic. Encara que no té sistema de guia o de pilotatge i va ser dotat d'un sistema de pressurització dels ergols simplificats (no de la turbobomba), el desenvolupament de coet va patir amb problemes d'inestabilitat de la combustió es van poder resoldre en 1954. Les ignicions es van realitzar des del centre conjunt de proves d'equips especials de Hammaguir al sud d'Algèria.
Per les investigacions en l'atmosfera superior en el mar de l'any geofísic internacional (1957-1958), es va controlar una versió més potent, el Véronique AGI: aquesta permetia transportar una càrrega útil de fins a 200 km d'altitud. Per raons pressupostàries, el primer llançament va tenir lloc el 7 de març de 1959. Es va tractar d'un fracàs, però 3 dies més tard un segon exemplar va arribar a l'altitud de 137 km i va permetre realitzar una primera experiència científica de mesura dels vents en l'atmosfera superior. 48 coets d'aquesta versió es van llançar entre 1959 i 1969 amb una taxa d'èxit de 81,5%. Al costat dels experiments en l'atmosfera superior, els Véronique AGI es van utilitzar repetidament per estudiar els efectes de l'acceleració i les vibracions en éssers vius (rates, gats, micos). Un coet Véronique AGI llançat el 24 de març de 1967 va assolir una altitud de 365 km que, d'acord amb algunes fonts, va ser la major altura aconseguida per aquest tipus de coet.
La LRBA va publicar un estudi d'un coet-sonda més potent a partir de mitjans de la dècada de 1950: el coet Vesta amb una longitud de 10 per 1 metre de diàmetre i una massa de 5 tones i va ser propulsat per un motor de 16 tones d'empenyiment consumint àcid nítric i de l'essència de terebenthine. Les solucions tècniques del coet Véronique es van reflectir plenament. El nou coet és capaç de portar una càrrega útil de 500 kg a 400 km d'altitud. Encarregat per a finals de 1962 pel CNES, només 5 exemplars van ser llançats entre 1965 i 1969, en parts pels nous programes (Diamant, Europa) es va convertir amb més prioritat.
A finals de la dècada de 1950, la LRBA va perdre la major part dels seus especialistes alemanys que van tornar al seu país natal en la millora de l'economia.

### Inici del programa espacial francès

#### Inici de la force de frappe nuclear francesa (1958)
El president Charles de Gaulle va arribar al poder el maig de 1958. Convençuts de la importància estratègica de les armes nuclears, es va decidir, després del fracàs de les negociacions amb els Estats Units, que França desenvolupés de manera autònoma un míssil balístic portador de l'arma atòmica. El 1959 van considerar que els ministeris no avançar en el cas, es va crear el SEREB (Société pour l'étude et la réalisation d'engins balistiques o en català Societat per a l'estudi i la producció de míssils balístics), una societat de dret privat finançat pel Departament de Defensa i supervisat pel primer ministre Michel Debré, com a contractista principal per realitzar aquesta nova arma. La LRBA, que era l'única organització a França per controlar la propulsió de coets es redueix amb el paper de subcontractista.
En 1959 l'elecció de la propulsió dels futurs míssils encara no estava resolta. Els americans, tenien a l'abast míssils estratègics funcionals utilitzant motors de coets que operen amb combustible líquid (el míssil Redstone i el Jupiter) i els propulsors a pols com el míssil Polaris de concepció més recent i es va embarcar en submarí (operacional al novembre de 1960). Els coets de propulsió a pols es poden emmagatzemar durant llargs períodes i implementar-se ràpidament, Això és un avantatge important per a l'ús militar. En el març de 1960, es va fer una reunió sobre el desenvolupament del futur míssil de la LRBA amb propulsors líquids controlats pel laboratori a través de l'evolució dels coets sonda; la LRBA va treballar, a l'època, amb un motor de 20 tones d'empenyiment i en un sistema de guia i de pilotatge prou compacte com per a ser portat en un coet. Conscients de la manca d'experiència dels tècnics francesos en el camp de la propulsió a pols, la SEREB, no va resoldre alguns aspectes importants però estaven preparats per desenvolupar i provar aquest nou tipus de propulsor al molí de pols de Saint-Médard-en-Jalles prop de Bordeus.

#### Inici del programa espacial francès (1961)

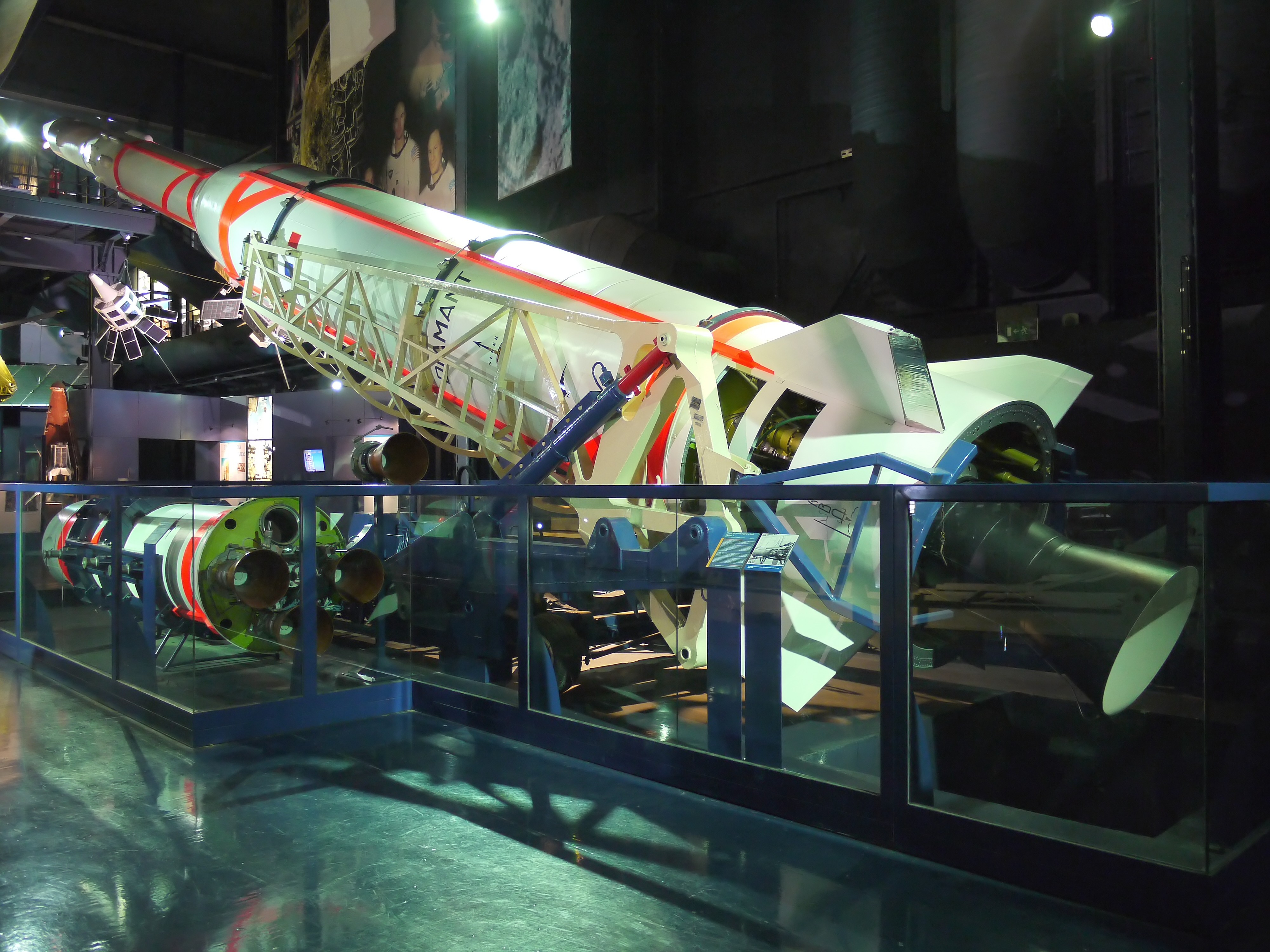
El coet Diamant-A, el primer del programa espacial francès: longitud de 19 m i una massa de 18,5 tones

En conseqüència de la cursa espacial llançada pels russos i els americans, el general de Gaulle va decidir el 7 de gener de 1959 en crear el Comité de recherches spatiales (CRS o Comitè d'investigacions espacials) responsable d'estudiar el paper de França en aquest nou camp. El comitè agrupa a científics, enginyers així com representants dels ministeris i va ser presidit per Pierre Auger, físic francès conegut mundialment. Les primeres decisions es refereixen a experiments realitzats en el 1959 amb el 3 Véronique AGI en el marc de l'Any geofísic mundial. La sinergia potencial entre els desenvolupaments militairs en curs i el desenvolupament d'un llançador de satèl·lits conegut pels militars. Però en el moment, el Govern francès no tenia la intenció de participar en aquest sector. En el juny de 1960, els enginyers de la SEREB van realitzar « clandestinament » un estudi preliminar del que seria el coet Diamant. El professor Auger, que no tenia coneixement d'aquests treballs clandestins, va manifestar a l'octubre de 1960 el seu interès pel coet Émeraude desenvolupat en el marc del programa militar. Paral·lelament a l'octubre de 1960, per iniciativa de França i el Regne Unit, es va començar a estudiar la creació d'un llançador europeu.
El 2 d'agost de 1961, el general de Gaulle, que amb el temps es va adonar de l'estudi del SEREB, va decidir aprofitar l'oportunitat per construir un llançador de satèl·lits de baix cost: que es va donar la llum verda a la construcció del coet Diamant. També va anunciar la creació d'una agència espacial, el Centre National d'Études Spatiales (CNES o en català Centre Nacional d'Estudis Espacials), que incorpora les funcions del CRS (la seva creació va ser efectiva el 7/5/1962). El coet Diamant es va basar en els desenvolupaments realitzats per míssil estratègic: que consisteix en una primera etapa amb un motor de propulsió líquida de 28 tones d'empenyiment desenvolupat per la LBRA i de dues etapes de propergols sòlids. El tercer tram no guiat va ser desenvolupat específicament pel llançador civil havia de permetre l'òrbita d'un satèl·lit de 50 a 80 kg. Es van programar quatre llançaments a partir de 1965.

#### Programa de les Pedres precioses (1961-1965)

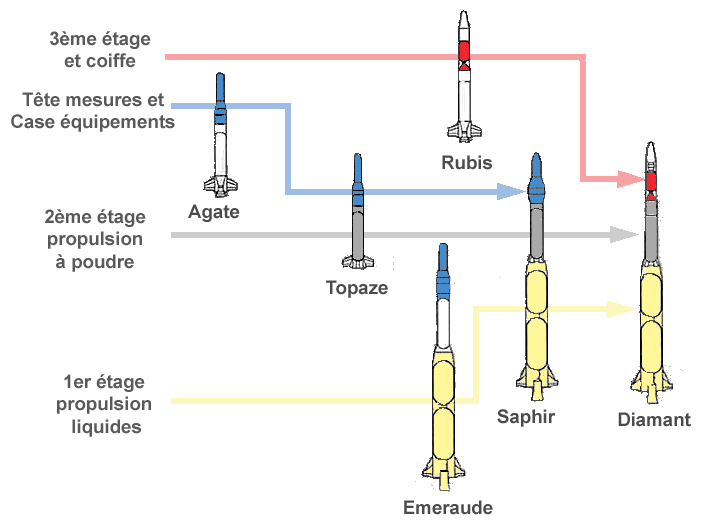
Els coets del programa de les Pedres precioses

Per permetre el desenvolupament del míssil i llançador Diamant, la SEREB, va llançar en el 1961 el programa dels « Études balistiques de base » (EBB o en català Estudis Basats en Balística), els anomenats « Pedres precioses ». El míssil balística superfície-superfície S3 havia de contenir un cap amb una càrrega nuclear d'un poder d'1,5 megatones a 3500 km. El desenvolupament industrial va ser confiat principalment a les empreses Nord-Aviation i Sud-Aviation.
Entre 1961 i 1965 tots els coneixements necessaris per a la realització d'un míssil de llarg abast i d'un llançador de satèl·lit van ser sistemàticament adquirits. Diversos coets van ser dissenyats per desenvolupar-se en una o diverses instal·lacions separades.:
- Els coets Aigle i Agate (tots els 8 llançaments amb èxit) van permetre el desenvolupament de sistemes de telemetria i les instal·lacions en terra.
- Els coets Topaze (14 llançaments amb un fracàs) van demostrar el segon tram, els sistemes de guiatge i de pilotatge i el perfil del cap de la part posterior del míssil.
- Els coets Émeraude (5 llançaments amb 3 fracassos) van validar el funcionament del 1r tram en particuliar la tobera orientable i dels dispositius de direcció.
- Els coets Saphir (3 llançaments amb 1/2 fracàs + 6 llançaments dedicats com a míssils) van permete provar la integració del 1r i el 2n tram, i el guiatge del míssil pels primers trams.
- Els coets Rubis (6 llançaments de qualificació amb 2 fracassos) van demostrar la funcionalitat del 3r tram del coet Diamant, la separació de la tapa i del 3r tram i el sistema estabilitzant i els procediments de monitoratge de satel·lització.

#### Inici del CNES (1962)

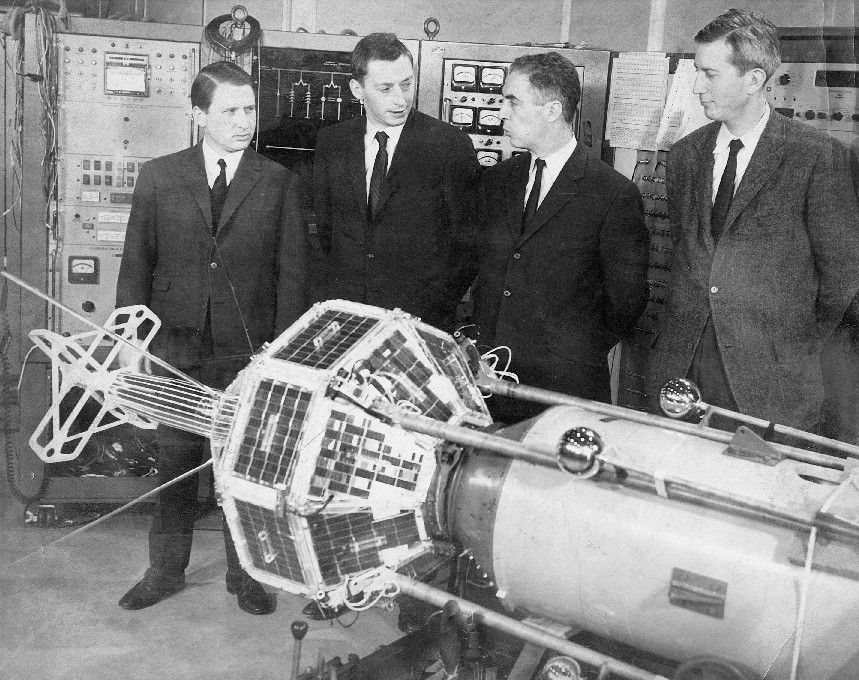
En la vigília del llançament d'un coet americà del satèl·lit FR1 amb alguns funcionaris de la branca de satèl·lits del CNES i el CNET: d'esquerra a dreta C. Fayard (CNET), X. Namy (CNES), J.P. Causse (CNES) i O. Storey (CNET) (1965)

Els inicis del CNES, inaugurat el març de 1962, eren modests. Considerat com un comitè de coordinació senzill de molts responsable, no va arribar a aconseguir la responsabilitat del disseny dels satèl·lits que havia de transportar el coet Diamant: aquesta tasca va ser confiada al SEREB. A través dels contactes amb l'agència espacial dels EUA, la NASA, pel gerent tècnic i científic J Blamont, el CNES va negociar la realització d'un satèl·lit científic francès (el satèl·lit FR-1) que els americans van acceptar llançar. L'acord preveia que una dotzena d'enginyers del CNES realitzessin el disseny de satèl·lits en servei a la NASA. Per contra, els Estats Units van rebutjar qualsevol transferència de tecnologia en el camp dels llançadors civils i militars. Paral·lelament el CNES va iniciar el muntatge de 3 satèl·lits de la sèrie D-1 usant industrials francesos a diferència al FR-1 que havia de ser una simple prova. L'activitat del CNES es va estructurar amb la creació de les seccions de Satèl·lits (la més important), Equips de terra i Coets-sondes.

#### Coet Diamant A (1965-1967)
El primer llançament del coet Diamant A1, el 26 novembre de 1965, des de la zona de Hammaguir va ser tot un èxit: va permetre la posada en òrbita del primer satèl·lit artificial francès, batejat Astérix: danyat per la separació de la tapa, va romadre en silenci, però es va confirmar pel seguiment de radar efectuant-se la satel·lització. Uns dies més tard, es va posar en òrbita el satèl·lit FR-1 per un coet americà Scout posicionant a França com la tercera potència espacial. El CNES van aconseguir fer orbitar els seus satèl·lits D1 en els tres llançaments següents entre 1966 i 1967.
En el marc del programa Diamant els principals actors industrials francesos de l'aeronàutica van adquieir els coneixements que els permetran de realitzar en peu d'igualtat amb els americans en el camp dels llançadors convencionals en el programa Ariane: les bases de la futura empresa Aérospatiale per la realització dels cossos de coets, Snecma per la propulsió, Matra per al cas dels equips, SFENA i SAGEM per la central inercial. Les organitzacions de recerca com l'ONERA (aerodinàmica i propulsió), el CNET i el CNRS van participar en gran manera en estudis de concepció del llançador i dels satèl·lits.

### Inici de l'Europa espacial: ESRO, ELDO i el coet Europa (1960-1964)

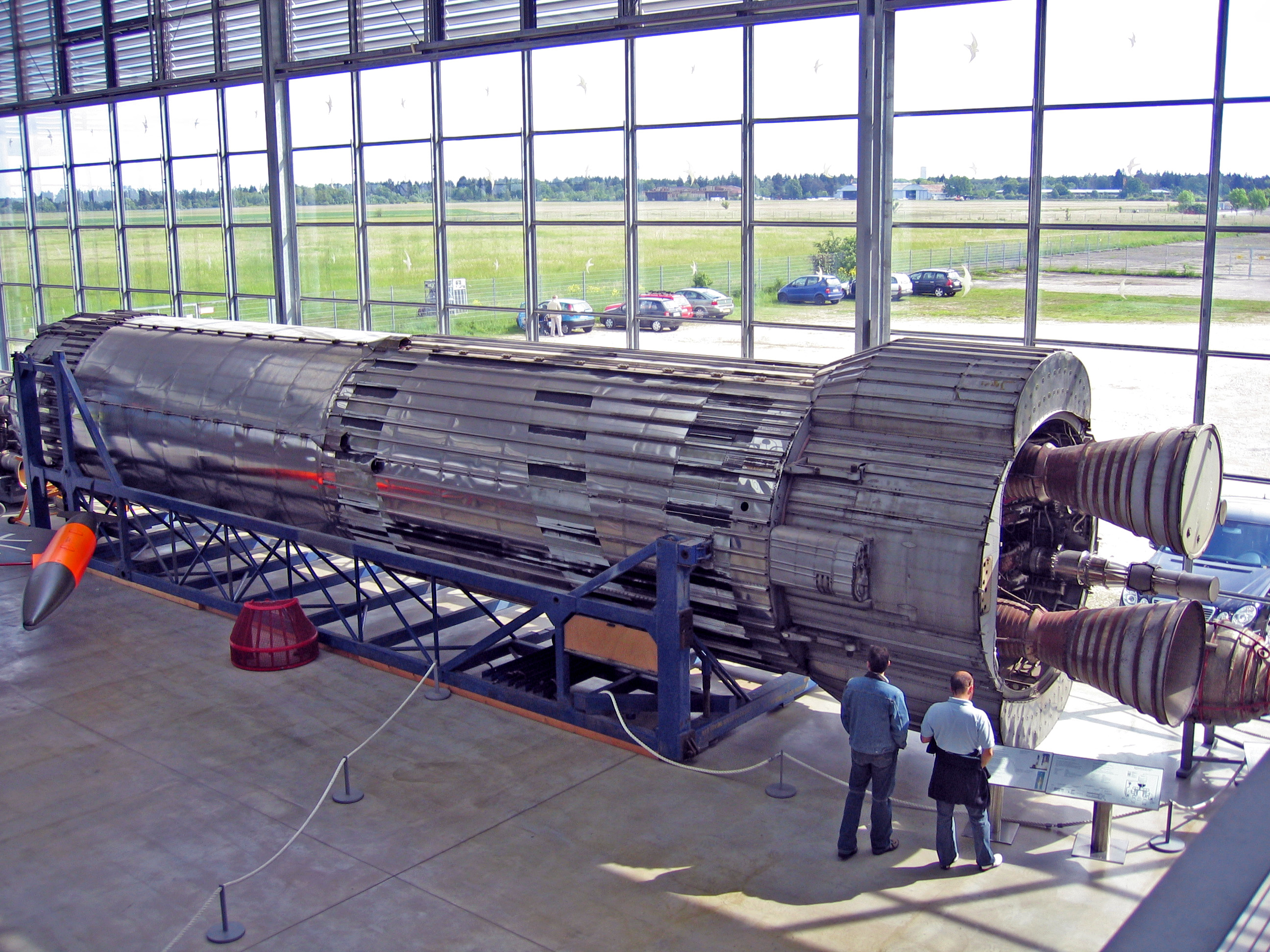
El tram Blue Streak

En el 1960, la comunitat científica europea va advocar per la creació d'un programa espacial científica europeu animat per un organisme anàleg al CERN. Els britànics van arribar a aturar el desenvolupament del míssil balístic Blue Streak utilitzant llicències americanes, llavors van proposar el desenvolupament d'un llançador espacial basat en el míssil i un segon coet es va mantenir en el projecte - el Black Knight - que permetria la reentrada en l'atmosfera d'ogives nuclears Blue Streak. Pels britànics, l'objectiu era principalment amortitzar el cost dels Blue Streak (56 milions de £). El gener de 1961, el general de Gaulle, va sol·licitar, finalment va acordar en contra del consell dels seus assessors per al desenvolupament d'un coet europeu de tres trams, batejat Europa, utilitzant com a primer tram el Blue Streak.
A principis de 1962, sis països europeus van decidir crear l'ELDO, (European Launcher Development Organisation en català, Organització de Desenvolupament de Llançadors Europeus) per desenvolupar el llançador Europa. El desenvolupament va ser compartit entre els països membres: la segona etapa era de concepció francesa, la tercera va ser realitzada per Alemanya mentre que Itàlia, Bèlgica i els Països Baixos es van encarregar de la realització de les estations de guiatge i de telemesura així com el desenvolupament d'un satèl·lit. Es va preveure que el llançador pogués col·locar un satèl·lit de 1000 kg en òrbita baixa.
Paral·lelament la comunitat científica de 9 països europeus (els anteriors excepte Alemanya a més de Suècia, Suïssa, Dinamarca i Espanya) van decidir crear l'ESRO (European Space Research Organisation en català Organització d'Investigacions Espacials Europees) per la realització de satèl·lits artificials científics. Les dues organitzacions 
es van posar en marxa efectivament en el 1964.

#### Port Espacial Europeu de Kourou (1964)
Després de la independència d'Algèria, els acords d'Évian en el 1962, van provocar l'abandonament de França de la base de llançament de Hammaguir a partir del juliol de 1967. El CNES, que es va encarregar de trobar una base de substitució, va estudiar 14 llocs en els departaments d'ultramar, així com en països estrangers com Brésil o Austràlia.
Tots els llocs tenen en comú d'estar a prop de l'equador, car aquesta posició ofereix les condicions ideals per al llançament de naus espacials. L'efecte que es genera per la rotació de la terra prop de l'equador proporciona un 15% de guany de rendiment addicional a diferència de la base de llançament de Cap Kennedy situat més al nord.
L'informe del CNES defensava la Guaiana, que oferia diversos avantatges, com ara la densitat baixa de població i l'àmplia obertura de l'oceà Atlàntic que permet així reduir els riscs en cas de problema amb el llançador. La línia de costa permet també resulta els llançaments de satèl·lits en l'òrbita polar en les condicions òptimes. D'altra banda, la zona no és propensa als terratrèmols i els ciclons. A més, la Guaiana és part integrant del territori francès, com a avantatge d'estabilitat política. El Primer Ministre de l'època, Georges Pompidou, va seguir aquestes recomanacions i el 14 d'abril de 1964 va aprovar una arrêté ministerial creant el Centre Espacial de la Guaiana a Kourou.

#### Coets del CNES: Diamant B i BP-4
El CNES, des del 1961, es va confiar la responsabilitat del desenvolupament de la segona etapa Coralie del coet Europa. No va ser fins al 1966, que el CNES presidit pel llavors General Aubinière i que s'havia ocupat prèviament amb els satèl·lits, desitjava tenir el seu propi llançador per assumir el control del llançador Diamant A desenvolupat amb els militars. En el juny de 1967 després de difícils negociacions amb aquests últims, el CNES obté la llum verda governamental per a la realització d'un llançador de desenvolupament industrial confiat al LRBA (per a la propulsió líquida), a Nord i Sud Aviation per les tres etapes del llançador i a Matra pels equips. Per raons financeres el nou coet és una evolució del Diamant-A dotat d'una primera etapa allargada utilitzant propergols més eficaços (UDMH+ N2O4) i una tercera etapa més eficient. El coet Diamant-B hauria de permetre situar un satèl·lit de 115 kg en òrbita de 500 km.
El primer llançament va ser realitzat en el 1970 en la base de Kourou però va acabar en un error parcial de l'efecte pogo mal controlat. Després de dos llançaments, es va permetre la col·locació en òrbita dels satèl·lits Peole (1970) i Tournesol (1971). Però en els últims dos llançaments (1971 i 1973) van acabar amb un fracàs. Hi havia dubtes en el programa que també coincidia amb un moment de majors dificultats del llançador europeu. No obstant això, el CNES va ser autoritzat per desenvolupar una versió final més potent, el Diamant BP-4, obtingut mitjançant la substitució de la segona etapa per una etapa de míssil balístic. Aquesta configuració li permetia col·locar fins a 220 kg en una òrbita circular de 200 km. Els tres llançaments realitzats en el 1985, tots van resultar amb èxit, permetent situar els satèl·lits Starlette, Castor et Pollux i Aura. Aquests van ser els últims enlairaments d'un llançador civil completament nacional.

#### Coet Europa
El primer llançament d'un element del coet Europa va tenir lloc a Woomera (Austràlia) en el juny de 1964: va ser tot un èxit, però només contenia el primer tram, ja que el Blue Streak compresa de les etapes franceses i alemanyes es trobaven encara en l'etapa d'estudi. No obstant això, la situació de l'aplicació del programa Europa havia canviat. Els observadors europeus van ser informats que la capacitat dels coets no estaven adaptats al mercat dels satèl·lits de telecomunicacions que encara estava prenent forma, però pressuposava la disponibilitat de llançadors més potents. En el gener de 1965, França va intentar convèncer els socis de l'ELDO per modificar les especificacions del coet amb la incorporació d'una segona etapa criogènica (una tècnica que França va començar a explorar) permetent situar un satèl·lit en òrbita geoestacionària. Però el domini d'aquesta tecnologia calia de molta audàcia i s'hauria d'utilitzar en els primers llançaments de la dècada de 1970. Es va aconseguir un compromís: es va incloure un quart tram en el desenvolupament per permetre l'assoliment de l'òrbita geoestacionària. El Regne Unit irritat, entre d'altres, per l'excés de costos i el desig francès de substituir Kourou a Woomera com a base de llançament reduint el juny de 1966 la seva participació de 38,79% a 27% després d'amenaçar en retirar-se.
Les primeres proves del tram francès Coralie només llavors en el coet Europa no van contribuir per renéixer la confiança: el tram francès llançat amb únicament un tercer tram inert (juntament amb el CORA) es va trobar amb 2 fracassos en 3 vols (1966-1967); els dos llançaments del coet Europa es van dur a terme en la seva totalitat en el 1967 (però el tercer tram estava inert) també van conduir al fracàs perquè el tram Coralie no es va encendre.

### Reactivació del Programa Espacial Europeu

#### El coet Ariane

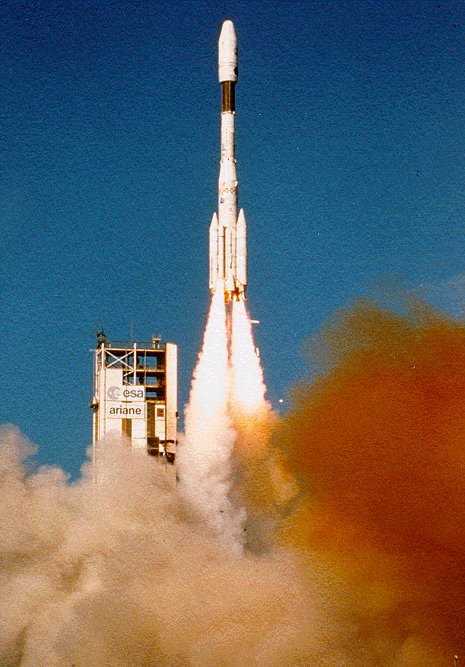
Primer vol de l'Ariane 4, el 15 de juny de 1988.

Malgrat el fracàs del coet Europa II en novembre de 1971 i l'abandó del projecte Europa III, França va proposar la creació d'un llançador en l'ampliació de l'experiment amb èxit del coet Diamant, el L3S. Els països europeus els resultava difícil arribar a un acord: els britànics preferien financçar el seu satèl·lit marítim MAROTS, els alemanys el seu mòdul Spacelab transportat pel Transbordador Espacial americà. Els Estats Units van tractar de desviar els països europeus de la seva intenció de desenvolupar el seu propi llançador per les restriccions a canvi de la utilització dels seus llançadors, en particular pel llançament del satèl·lit Symphonie presentant arguments a la posició del govern françès que volia que Europa es convertís en autònoma pel llançament dels seus satèl·lits. El 31 de juliol de 1973 a Brussel·les, els països europeus van arribar a un acord que va permetre finançar projectes recomanats pels principals participants, es va posar en marxa el projecte Ariane.

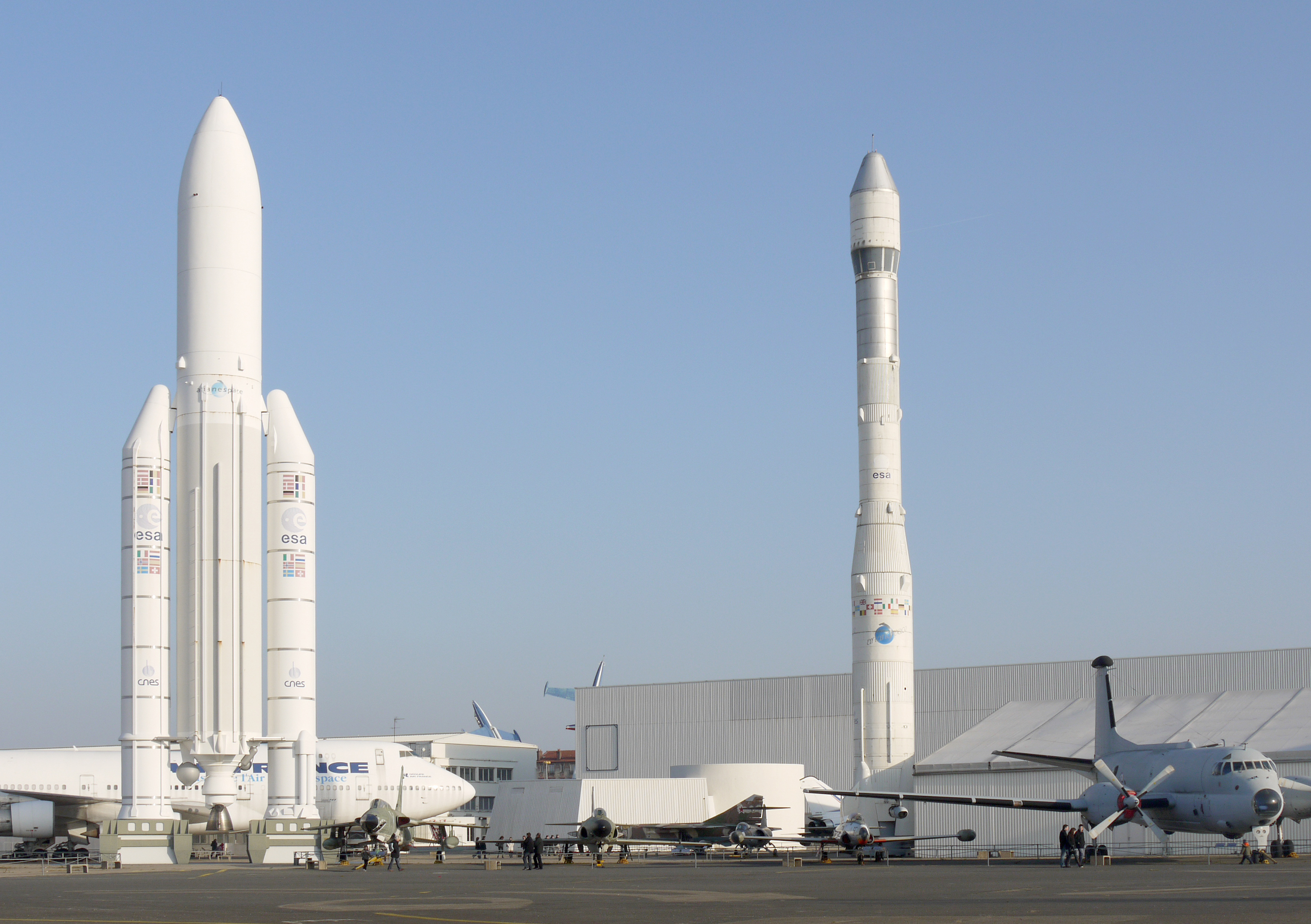
Maquetes a escala dels coets Ariane 1 i 5.

El programa Ariane, amb un cost de 2.063 miliards de francs va ser principalment controlar i finançat per França, per evitar els errors deguts a problemes de comunicació entre països participants: també va assegurar el 60% del pressupost i es va comprometre a pagar qualsevol excés sobre el 120% del programa. En contrapartida, el CNES francès va contractar a una empresa, Aérospatiale, com a arquitecta industrial.
Les dues agències espacials europees, l'ELDO i l'ESRO, van ser fusionades el 15 d'abril de 1975, per donar a llum a l'Agència espacial europea (ESA o European Space Agency), que reuneix a onze països (Alemanya, Bèlgica, Dinamarca, Espanya, França, Regne Unit, Països Baixos, Irlanda, Itàlia, Suècia, Suïssa, i llavors Àustria, Noruega, Finlàndia), a més d'un membre associat no europeu, Canadà. Els països membres es van comprometre a pagar una determinada suma per finançar el programa conjunt, i la capacitat per finançar altres projectes específics. Una empresa privada, Arianespace, va ser creada en el 1980 per gestionar i comercialitzar el nou llançador europeu.
L'objectiu del programa europeu Ariane era independitzar-se de les tecnologies americanes i russes, i llançar un o dos satèl·lits governamentals per any; que va ser planejat per desenvolupar una activitat comercial. La utilització de la zona de llançament de Kourou, inaugurada en el 1968, era un avantatge gràcies a la seva bona comunicació amb l'equador, posició que augmenta la capacitat de llançament dels coets pels satèl·lits comercials situats en òrbita geoestacionària. El primer coet Ariane estava dotat de tres trams, mesurava 47 metres d'alçada, pesava 210 tones, i gràcies a la potència d'empenyiment de 240 tones, podia situar en òrbita geoestacionària dels satèl·lits de 1700 kg. La seva primera prova de llançament va tenir lloc el 15 de desembre de 1979, però un problema del sensor de pressió va fer aturar els motors; una segona prova, el 22, va ser cancel·lada a causa d'un problema de la seqüència d'arrencada. Finalment, l'última prova de llançament, el 24 de desembre va ser un èxit perfecte.
La carrera d'aquest llançador, va començar el 24 de desembre de 1979 i va finalitzar a finals de 1998, resultant en un gran èxit, 110 dels 118 llançaments van tenir èxit, el coet es va atorgar el 50% de la quota de mercat de satèl·lits comercials. Per tant, va ser modificada i reutilitzat, i les següents versions 2, 3 i llavors 4 van experimentar el mateix èxit, col·locant a Europa com el major actor de l'economia espacial.

#### Ariane 5
Un pressupost de 42 miliards de francs es va assignar a la creació d'un llançador totalment nou, l'Ariane 5, dotat d'un nou motor Vulcain, amb una major potència amb menys costs i podia transportar el Transbordador Hermes (un programa de transbordador francès i llavors europeu abandonat en el 1992). L'Ariane 5, tenia una alçada de 52 metres, pesant 718 tones per 1000 tones d'empenyiment, però va patir un error en el seu primer llançament el 4 de juny de 1996, a causa d'un problema de trajectòria que va obligar els responsables a destruir el coet i els seus quatre satèl·lits en vol. Llavors, l'Ariane 5 va efectuar nombrosos llançaments, i va aconseguir una fiabilitat del 95%.

## Objectius
El programa espacial francès s'agrupa al voltant de 5 sectors:

### Coets i infraestructures
L'objectiu és tenir mitjans independents (en el marc europeu) permetent situar els satèl·lits en òrbita. Això va cobrir (en el 2009) :
- les evolucions del llançador europeu Ariane 5 amb França com el principal fabricant;
- el desenvolupament d'un nou petit llançador europeu anomenat Vega en el domini del treball italià, tot i que França participa en la realització del primer tram;
- la disposició del centre espacial guaianès (CSG, centre spatial guyanais) de noves instal·lacions de llançament dedicats als coets Vega i Soiuz.

### Observació terrestre civil

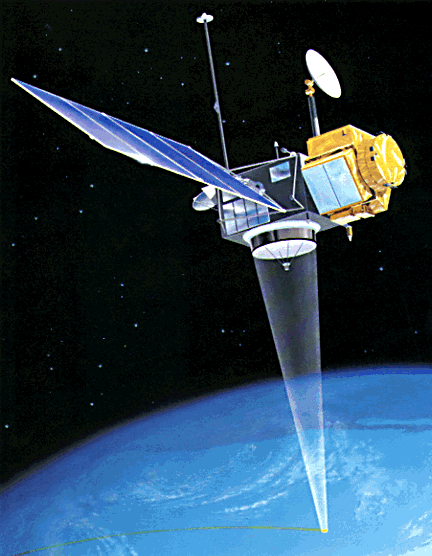
El satèl·lit Topex-Poseidon

Aquest sector inclou totes les activitats espacials per observar l'entorn terrestre i la gestió de riscos i crisis.
- Projecte del Global Monitoring for Environment and Security (abreviat GMES)
- El sistema Spot, embarcant l'instrument "Vegetació"
- Satèl·lits d'oceanografia TOPEX/Poseidon
- Satèl·lit ENVISAT
- Sistema Pléiades

### Aplicacions públiques
- Programa de navegació per satèl·lit Galileo
- Sistema de localització Cospas-Sarsat.

### Defensa
Les activitats de defensa giren al voltant de l'observació terrestre (satèl·lits Hélios, Pléiades), els de telecomunicacions militars (Syracuse), els sistemes d'alerta avançada, els sistemes escolta.

### Investigació
- L'astronomia espacial en l'espectre visible, l'infraroig, etc. (telescopis espacials Herschel, Planck)
- Cosmologia: entendre els mecanismes fonamentals de l'Univers (LISA)
- Explorar el sistema solar enviant sondes espacials cap a Mart (Mars Express), Venus (Venus Express), Júpiter i els seus satèl·lits (Cassini-Huygens) i els cometes (Rosetta).
- Proporcionar informació per controlar millor els mecanismes de la biosfera de la Terra. Aquest programa s'ha traduït de manera important amb el desplegament dels satèl·lits Déméter (terratrèmols), PARASOL i CALIPSO (balanç radiatiu), Mégha - Tropiques (Cicle de l'aigua).
- Estudi sobre el vol en formació de petits grups de satèl·lits dividint els instruments (en oposició a la creació d'un únic i pesat satèl·lit).